# 永和寺
永和寺位於重慶市酉陽縣萬木鄉永和村，文物遺址年代為清代，2009年12月15日列為第二批重慶市文物保護單位。